# Stephanus Antonius Henricus Meurkens
Stephanus Antonius Henricus Meurkens (Hulhuizen, 25 maart 1813 – Enschedé, 16 maart 1891) was een Nederlands geestelijke van de Rooms-Katholieke kerk, werkzaam als missionaris in Suriname. 

## Suriname
Meurkens werd geboren in de (huidige) buurtschap Hulzhuizen te Gendt nabij Nijmegen. Hij studeerde aan het seminarie, werd in 1843 tot priester gewijd in Warmond en was daarna enige tijd werkzaam te Beek (Gelderland). Vervolgens begaf hij zich naar de missie in de kolonie Suriname. Hij arriveerde op 29 december 1844 in Paramaribo, waar hij gedurende twee jaren werkzaam bleef onder leiding van provicaris Schepers. 
In 1847, onder apostolisch vicaris Grooff, werd Meurkens aangesteld als kapelaan van het missiegebied Coronie, standplaats Cadrosspark. Van daaruit bezocht hij meerdere malen Nickerie, waar hij in 1849 zelf een statie stichtte en een kerkje bouwde te Nieuw-Rotterdam. Toen Grooff in 1852 stierf werd Meurkens door Schepers naar Paramaribo teruggeroepen. 
In 1856 werd Meurkens pastoor op de plantages Esthersrust en Killenstein. Van daaruit bezocht hij verscheidene plantages aan de Boven- en Beneden-Commewijne en aan de Boven- en Beneden-Cottica, alsmede fort Nieuw-Amsterdam aan de Beneden-Suriname. Meurkens was een van de actiefste 'plantage-paters' binnen de missie in deze periode.

## Rome
Bij het overlijden van Schepers in 1863 werd Meurkens aangesteld als zijn tijdelijk opvolger (provicaris) in afwachting van een nadere beschikking uit Rome. Om te herstellen van 'een geweldige moeraskoorts' keerde Meurkens echter in 1864 terug naar Nederland. 
In hetzelfde jaar, reeds hersteld, reisde hij door naar Vaticaanstad, om de belangen van de Surinaamse missie te behartigen bij de Propaganda Fide. Gevolg hiervan was dat de missie aan de (Nederlandse tak van de) orde der redemptoristen werd opgedragen. Vanwege zijn missiearbeid benoemde Paus Pius IX hem daarbij tot zijn ere-kamerheer. Meurkens keerde echter niet meer terug naar Suriname. 

## Nederland
In 1866 werd Meurkens pastoor te Apeldoorn en in 1872 pastoor te Enschede en deken van Oldenzaal. Onder zijn bestuur kwam de St. Lambertus-jongensschool tot stand en een ziekenhuis onder leiding van de Zusters van Liefde. Hij overleed in Enschede in 1891.

## Publicaties
Meurkens heeft enkele werken in het 'Negerengelsch' (Surinaams) uitgegeven:
- Christelijke leer of catechismus ten dienste der R.K. jeugd in Suriname (1855) met naast de tekst een 'hollandsche' vertaling
- Samen met pater P.F. Masker schreef Meurkens drie gebedenboekjes: Joe nem moesoe de santa (1857); Som begi na Kroisipassa (1863) en Gado-Rosoe (1865). Het liturgisch boekje uit 1863 is door Van Coll heruitgebracht in 1904 als Den les nanga den Evangeli disi den lesi na da S. Mis na ini da Roomsoe kerki soleki den de na ini da Roomsoe boekoe. R.K. Priester poti den na Sranantongo (Amsterdam, 1904)
- Daarnaast vertaalde Meurkens de epistels en evangeliën in het Surinaams